# Widget
Trong lĩnh vực kinh tế, "widget" có nghĩa là bất kỳ một sản phẩm nào đó, do một công ty nào đó sản xuất.
Thuật ngữ widget được biết đến đầu tiên vào năm 1942, trong một vở hài kịch. Trong vở kịch này, người anh hùng là một nhà soạn nhạc nghèo khổ, phải đứng trước sự lựa chọn, một bên là sáng tác nhạc (là niềm đam mê của anh ta nhưng không thể kiểm được tiền) với một bên là làm việc cho một "widget facory". Cụm từ này không được giải thích trong vở kịch, nhưng rõ ràng cụm từ này ám chỉ đến một công ty chuyên sản xuất kinh doanh một loại sản phẩm nào đấy, mà không chứa đựng giá trị nghệ thuật và tinh thần.
"Widget" được sử dụng thường xuyên trong văn nói hay văn viết, đặc biệt là trong ngữ cảnh kinh tế, để chỉ đến bất kỳ một sản phẩm nào đó. Các công ty được nhắc đến trong đó thường có tên là "ABC widgets" hoặc "Ankljh widget corp" cho biết việc kinh doanh cá biệt của một công ty giả định không có liên hệ với đề tài đang thảo luận.